# Berriasi
A berriasi a kora kréta földtörténeti kor hat korszaka közül az első. A késő jura kor tithon korszaka után kezdődött ~145,0 millió évvel ezelőtt (mya) és ~139,8 mya zárult, a valangini korszak előtt.

## Határai
Kezdetének meghatározásában jelentős a bizonytalanság és sok a vita, mivel a jura és a kréta időszakok határán nem volt kihalási hullám, ami elkülönítésüket megkönnyítené és a különböző földrajzi régiók fosszília leleteiben mutatkozó különbségek is nehezítik a korszakhatár definiálását.

## Ősföldrajz
A berriasi idejére a Gondwana őskontinens keleti része (India, Ausztrália és az Antarktisz már leváltak Nyugat-Gondwanáról (Afrika és Dél-Amerika) és India leszakadása is megkezdődött a kelet-gondwanai tömbről. A Gondwana és az északi szárazföldek közt ekkor már régóta a Tethys-óceán vize hullámzott. Észak- és Dél-Amerika nyugati részét vulkanikus szigetívek szegélyezték.

## Éghajlat
A Föld éghajlatának a késő jura idején kezdődött lehűlése átnyúlt a berriasi korba és a sarkokon jégsapkák lehettek. A Tethys és az északi tengerek közt még nem volt összeköttetés, így az északi félteke középső szélességi fokai hűvösek lehettek.

## Élővilág
A kréta időszakban felbukkant jellemző élőlények, mint a mosasaurusok, hadrosaurusok, elevenszülő emlősök, virágos növények, planktonikus foraminifera jelentős része ekkor még nem fejlődött ki, vagy nem foglalt el jelentős életteret.
A dinoszauruszok ekkori jelentős képviselői: iguanodon(de lehet, hogy csak a valangini korszakban), brachiosaurus, camptosaurus. Kevéssé ismert átmeneti formák: cetiosaurus, altispinax, emausaurus, megalosaurus, stenopelix. A domináns tengeri hüllők: cimoliasaurus, cryptocleidus.  
A csáprágós ízeltlábúak korábbi és későbbi változatosságukhoz képest a kréta időszakban csaknem kihaltak. A pókok azonban a berriasi korszakban jelen voltak, amiben valószínűleg az is segített, hogy már nagy tömegben voltak jelen repülő rovarok. Ez utóbbiak közt a kétszárnyúak (diptera) voltak az uralkodóak. A berriasi idején diverzifikálódott és terjedt el a lemezescsápúak jura időszakban felbukkant öregcsaládja.
Ekkortájt jelentek meg a termeszek, ami óriási változást jelenthetett a növényvilágban, hiszen a beleikben élő baktériumoknak és véglényeknek köszönhetően rendkívüli mértékben felgyorsították az elpusztult faanyag újrafeldolgozását a biomassza számára (ezt előttük a gombák végezték el, sokkal lassabban). Ezzel is összefügghet, hogy a berriasi után gyorsan elterjedtek a virágos növények és szétrajzottak a rovarevő emlősök is. A termeszek rendje, az isoptera valószínűleg az ekkori svábbogarakból fejlődött ki, így közvetett módon a svábbogaraknak az emlősök evolúciójában jelentős szerepe lehetett.